# 헝가리 문학
다음은 헝가리 문학에 관한 설명이다.
헝가리 문학의 특색은 우선 다른 동구 제(諸)민족의 문학과 마찬가지로 내셔널리즘의 정열이 일관하고 있다는 사실이다. 예를 들어 헝가리의 국민시인으로서 널리 알려진 페퇴피는 19세기의 독립운동에 자진하여 참가, 전장에서 쓰러진 투사였다. 이 내셔널리즘의 정열이 유럽 이외의 피압박 민족들에게까지 얼마나 큰 영향을 끼쳤는지는 청년시대의 루쉰(魯迅)이 페퇴피를 애독하고 손수 이를 번역한 사실로서 알 수 있다. 또한 헝가리 문학을 특징짓고 있는 것은 민족적 고립감이다. 그 이유는 헝가리가 주변의 여러 민족과는 달리, 비(非)인도유럽계(系)민족이라는 사실에 있다. 이러한 말하자면 유럽에 있어 아시아인이라고도 할 수 있는 헝가리 특유의 성격은 당연히 그들을 동서 양문화의 접점에 두게 했고 이 결과 헝가리는 시인 아디, 작곡가 바르토크 같은 동서문화의 혼혈이라고 할 만한 특이한 재능을 낳기에 이르렀다.